# Marques Green
Marques Oscar Green (Norristown, Pennsylvania, 18. ožujka 1982.) je američki profesionalni košarkaš. Igra na poziciji razigravača, a trenutačno je član talijanskog kluba Scavolini Gruppo Spar.

## Karijera
Na sveučilištu St. Bonaventure proveo je sve četiri sezone, a u posljednjoj sezoni prosječno je postizao 19.4 poena, 3.3 skoka, 5.2 asistencije i 4 ukradene lopte po susretu. Odlazi u Europu i potpisuje za francuski Chorale Roanne Basket. Sljedeću sezonu proveo je kao član još jednog francuskog kluba SLUC Nancya, gdje je prosječno postizao 9.9 poena i 6.6 asistencija. Prije nego što je 2008. prešao u redove turskog Fenerbahçe Ülker, igrao je još za turski CASA TED Kolejliler i talijanski Air Avellino. Dok je igrao za Air Avellino izabran je za najbolje asistenta, najboljeg beka godine i najboljeg stranog igrača talijanske lige. Prosječno je za Air Avellino postizao 13,3 poena, 6,7 asista, 3,6 ukradenih lopti i 3,8 skokova po susretu. Sezonu 2008./09. proveo je kao član turskog Fenerbahçe Ülkera, ali se nakon samo jedne sezone vraća u Italiju i potpisuje za Victoria Libertas Pesaro. 

## Vanjske poveznice
- Profil na TBLStat.net
- Profil[neaktivna poveznica] na ESPN.com
- Profil  Arhivirana inačica izvorne stranice od 30. rujna 2008. (Wayback Machine) na StatSheet.com